# 70er
Portal Geschichte | Portal Biografien | Aktuelle Ereignisse | Jahreskalender | Tagesartikel

◄ |
1. Jh. v. Chr. |
1. Jahrhundert
| 2. Jh. | ►

◄ |
40er |
50er |
60er |
70er
| 80er | 90er | 100er | ►

70 |
71 |
72 |
73 |
74 |
75 |
76 |
77 |
78 |
79

## Ereignisse

### Römisches Reich

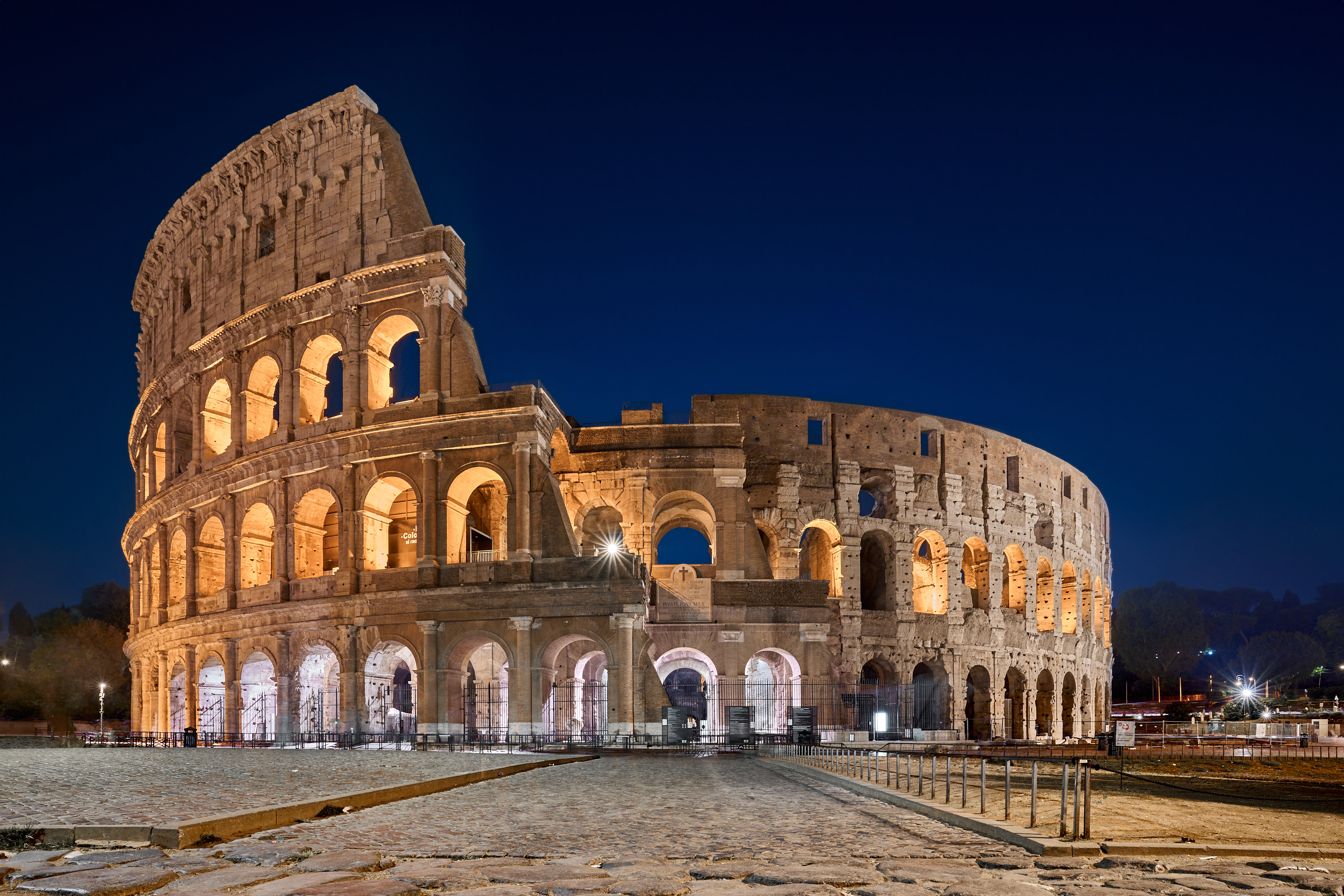
Das Kolosseum

- September 70: Der römische Heerführer und nachmalige Kaiser Titus vertreibt, im Zuge der Niederschlagung des jüdischen Aufstandes, die Juden aus Jerusalem und zerstört den Herodianischen Tempel, nur die westliche Mauer bleibt stehen.
- Mit dem geraubten Goldschatz aus dem Tempel von Jerusalem wird der Bau des Kolosseums finanziert.
- 70: Niederschlagung eines Aufstandes der keltisch-germanischen Treverer gegen die Römer (Moselgebiet).
- 70: Bataver schlagen im Verlauf ihres Aufstandes die Römer beim Kastell Bonn und vernichten das Legionslager Vetera.
- 15. April 73: Die Juden verteidigen bis zum letzten Mann die Bergfestung Masada am Toten Meer gegen die Römer.
- 24. Juni 79: Titus wird römischer Kaiser.

### Kultur
- 75: Der späteste bekannte Keilschrifttext, eine astronomische Tabelle, wird verfasst.

### Naturkatastrophen
- 24. August 79: Der Vesuv bricht aus und zerstört Pompeji und Herculaneum.